# Agostino Piovene
Agostino Gaetano Piovene (17. Oktober 1671 in Venedig – 5. April 1733 ebenda) war ein venezianischer Dichter und Opernlibrettist des Barocks.

## Leben
Piovene war der älteste Sohn des venezianischen Grafen Coriolano und seiner Frau Cecilia Soranzo. Seine literarischen Kenntnisse erwarb er vermutlich in der 1673 gegründeten Accademia dei Dodonei, in der sein Vater 1682 den Status eines „principe“ innehatte. Um 1711 nahm er an Treffen der Accademia Filarmonica „im Haus von Gobbo Loredan“ teil. Dort fanden zwei Mal wöchentlich musikalische Veranstaltungen statt, und während der Fastenzeit führten einige der adligen Teilnehmer Tragödien auf. Vermutlich in diesem Zusammenhang stehen seine beiden Übersetzungen klassischer Werke, Sophokles’ König Ödipus (nach der 1693 erschienenen französischen Fassung von André Dacier) und Euripides’ Phoenissae. Der 1711 erschienene Edipo wurde vom Giornale de’ Letterati d’Italia gerühmt.
Zwischen 1709 und 1721 schrieb er insgesamt acht Opernlibretti für die größeren Theater Venedigs wie das Teatro San Cassiano oder das Teatro San Giovanni Crisostomo. Die größte Bekanntheit erreichten seine ersten beiden Texte über mittelalterliche Themen: La principessa fedele von 1709 und Tamerlano von 1711, die beide zunächst von Francesco Gasparini in Musik gesetzt wurden. Besonders der Tamerlano erwies sich mit fast 40 Vertonungen als außerordentlich erfolgreich. Die bekanntesten Fassungen stammen von Georg Friedrich Händel (Tamerlano von 1724) und Antonio Vivaldi (das Pasticcio Tamerlano/Bajazet von 1735). Auch Josef Myslivečeks Il gran Tamerlano wurde noch in neuerer Zeit gespielt. Vivaldi vertonte auch La principessa fedele unter dem Titel Cunegonda. Piovenes Libretti zeugen von großer literarischer und historischer Kenntnis.

## Werke
- La principessa fedele
  - 1709: Francesco Gasparini

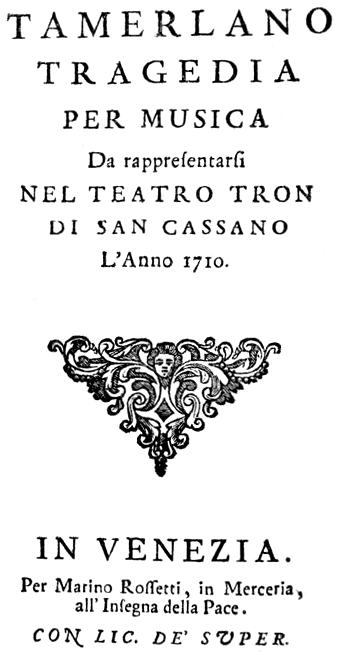
Tamerlano. Titelblatt des Librettos, Venedig 1711

  - 1726: Antonio Vivaldi, als Cunegonda
- Tamerlano. Insgesamt fast 40 Vertonungen, darunter
  - 1711: Francesco Gasparini
  - 1719: Francesco Gasparini, als Il Bajazet
  - 1724: Georg Friedrich Händel, als Tamerlano
  - 1735: Antonio Vivaldi, als Pasticcio Tamerlano/Bajazet
  - 1772: Josef Mysliveček, als Il gran Tamerlano
- Spurio Postumio
  - 1712: Carlo Francesco Pollarolo
- Publio Cornelio Scipione
  - 1712: Carlo Francesco Pollarolo
  - 1722: Leonardo Vinci
- Porsenna
  - 1713: Antonio Lotti
  - 1719: Giuseppe Vignati, als Porsena
- Marsia delusom
  - 1714: Carlo Francesco Pollarolo
- Polidoro
  - 1715: Antonio Lotti
- Nerone
  - 1721: Giuseppe Maria Orlandini
  - 1724: Giuseppe Vignati